# Hello, I Must Be Going!
| 전문가 평가                   | 전문가 평가 |
| 평가 점수                     | 평가 점수   |
| 출처                          | 점수        |
| ----------------------------- | ----------- |
| AllMusic                      | [ 1 ]       |
| Encyclopedia of Popular Music | [ 2 ]       |
| Mojo                          | [ 3 ]       |
| PopMatters                    | 7/10        |
| Q                             | [ 5 ]       |
| Record Collector              | [ 6 ]       |
| Rolling Stone                 | [ 7 ]       |
| The Rolling Stone Album Guide | [ 8 ]       |
| Sounds                        | [ 9 ]       |
| Uncut                         | 8/10        |

《Hello, I Must Be Going!》은 영국의 드러머이자 싱어송라이터인 필 콜린스의 두 번째 솔로 스튜디오 음반이다. 1982년 11월 5일, 영국의 버진 레코드와 북미의 애틀랜틱 레코드에서 발매되었으며, 이름은 마르크스 형제의 동명 노래에서 따왔다. 1981년 말 그의 밴드 제네시스가 활동을 중단한 후, 콜린스는 그의 첫 솔로 음반 《Face Value》 (1981년)의 후속 작업을 시작했다.
《Hello, I Must Be Going!》은 《Face Value》보다 더 유보적인 상업적 반응을 얻었지만 그럼에도 불구하고 영국 2위, 미국 8위에 올랐다. 콜린스는 이 음반에서 총 8개의 싱글을 발매했고, 여러 나라에서 다양한 곡들이 싱글로 발매되었다. 가장 큰 성공을 거둔 것은 영국 1위, 미국 10위에 오른 슈프림스의 〈You Can't Hurry Love〉 커버곡인 미국 첫 번째와 영국 두 번째 싱글이다. 콜린스는 1982년~1983년 투어로 이 음반을 지원했는데, 이는 그의 첫 솔로 가수였다. 이 음반은 콜린스에게 1983년 영국 남성 아티스트 부문 브릿 어워드 후보에 올랐고, 〈I Don't Care More〉는 그래미 어워드 최우수 록 보컬 퍼포먼스 부문 후보에 올랐다.

## 커버 아트
이 음반의 소매에는 콜린스가 《Face Value》를 위해 했던 가족 생활의 다양한 사진들이 담겨 있다. 콜린스는 두 음반 모두 "같은 남자에게서 온 것 같은, 어울리는 세트"가 되기를 원했다. 그의 어린 아들 사이먼이 슈퍼맨 복장을 한 사진이 포함되어 있는데, 콜린스는 이것을 포함시키는 것이 유머러스하다고 생각했지만 나중에 몇몇 사람들이 이 음반을 그의 개인적인 삶에 너무 초점을 맞추는 것으로 오해했다는 것을 발견했다.

## 투어
콜린스는 1982년 11월부터 1983년 2월까지 유럽과 북미를 순회하며 이 음반을 지원했다. 그는 제네시스 투어 뮤지션 체스터 톰슨과 데릴 슈투어머, 그리고 피닉스 혼즈를 포함한 9인조 밴드와 함께 공연했다.

## 재발행
이 음반은 스티브 호프먼에 의해 2011년 골드 CD에서 오디오 피델리티 레이블로 재발매되고 리마스터링되었다. 이 음반은 또한 2016년 콜린스 스튜디오 음반 리마스터들의 《Take a Look at Me Now》 시리즈의 일부로 재발행되었으며, 보너스 곡의 두 번째 디스크도 추가되었다.

## 곡 목록
모든 곡들은 특별한 언급이 없는 한 필 콜린스에 의해 작사/작곡하였다.
| #   | 제목                                    | 작사·작곡            | 재생 시간 |
| --- | --------------------------------------- | -------------------- | --------- |
| 1.  | 〈I Don't Care Anymore〉                |                      | 5:00      |
| 2.  | 〈I Cannot Believe It's True〉          |                      | 5:14      |
| 3.  | 〈Like China〉                          |                      | 5:05      |
| 4.  | 〈Do You Know, Do You Care?〉           |                      | 4:57      |
| 5.  | 〈You Can't Hurry Love〉                | 홀랜드-도이저-홀랜드 | 2:57      |
| 6.  | 〈It Don't Matter to Me〉               |                      | 4:12      |
| 7.  | 〈Thru These Walls〉                    |                      | 5:02      |
| 8.  | 〈Don't Let Him Steal Your Heart Away〉 |                      | 4:43      |
| 9.  | 〈The West Side〉                       |                      | 4:59      |
| 10. | 〈Why Can't It Wait 'Til Morning〉      |                      | 3:01      |

## 인증
| 국가                                                  | 인증        | 판매량/출하량 |
| ----------------------------------------------------- | ----------- | ------------- |
| 아르헨티나 (CAPIF)                                    | 플래티넘    | 60,000^       |
| 오스트리아 (IFPI 오스트리아)                          | 골드        | 25,000*       |
| 벨기에 (BEA)                                          | 플래티넘    | 50,000*       |
| 프랑스 (SNEP)                                         | 2× 플래티넘 | 600,000*      |
| 독일 (BVMI)                                           | 2× 플래티넘 | 1,000,000^    |
| 네덜란드 (NVPI)                                       | 골드        | 50,000^       |
| 스위스 (IFPI 스위스)                                  | 플래티넘    | 50,000^       |
| 영국 (BPI)                                            | 3× 플래티넘 | 900,000^      |
| 미국 (RIAA)                                           | 3× 플래티넘 | 3,000,000^    |
| *판매량을 기반으로 한 인증 ^출하량을 기반으로 한 인증 |             |               |